# Biện giải
Biện giải (tiếng Anh: apologetics, tiếng Hy Lạp ἀπολογία, "Nói để phòng thủ") là kỷ luật tôn giáo bảo vệ các học thuyết tôn giáo thông qua lập luận và diễn ngôn có hệ thống. Các tác giả Cơ đốc giáo đầu tiên (khoảng 120-220), những người bảo vệ niềm tin của họ chống lại các nhà phê bình và đề nghị đức tin của họ cho những người bên ngoài được gọi là những người biện giải cho Kitô giáo. Trong cách sử dụng thế kỷ 21, apologetics thường được xác định với các cuộc tranh luận về tôn giáo và thần học trong tiếng Anh.